# SHOGUN (漫画)
『SHOGUN』（ショーグン）は、原作：史村翔、作画：所十三による日本の漫画作品。1988年から1991年まで、『週刊少年マガジン』（講談社）にて連載された。単行本全13巻。

## あらすじ
浮浪者仲間に混じって東京の上野公園に住んでいる17歳の緒方晋作は、伊能コンツェルン会長と孫娘の伊能新子との出会いを機に、生き別れた父である巽コンツェルン総裁・巽貴明との再会を果たすが、母・雪絵の遺骨を足蹴にされて追い返されてしまう。金も力もない晋作だが、その強運と魅力、そして商才を武器に、巽コンツェルンを打倒することを決意。こうして、政財界を相手に、世界を舞台に、晋作のビジネスチャレンジが始まる。

## 登場人物

### 主人公
緒方晋作
上野公園に住み着く17歳の浮浪者。巽貴明の子。父への復讐を決意して緒方商事を設立。父から受け継いだ商才と屈強な身体でビジネス界に名を成していく。貴明と別れた母親と共にヨーロッパを放浪していたため、フランス語が流暢。浮浪者仲間から「大将」と呼ばれて慕われている。F共和国にて大統領の命を救った事から、F国防軍准将の称号を与えられている。

### 巽コンツェルンの人々
日本屈指の巨大企業グループ。各業界に系列会社を持ち、系列子会社の数は2,000社を超え、総資産60兆円を越す。政財界に大きな発言権を持つ。
巽貴明
巽コンツェルン総裁。首相も頭を下げに来るほどの権力を握っている。ブラジルのアマゾン地域開発、横浜ウォーターフロントの総合開発に命運を賭ける。愛する雪絵に逃げられたことを根に持ち、息子を名乗って現れた晋作を必要以上に追い詰めようとする。しかし、後に五代にコンツェルンを乗っ取られかけ、自身も病で倒れたことがきっかけで雪絵が逃げたのではなく、父の懇願で離縁した真相を知り、晋作と和解する。五代の一件の後に復帰して細川を社長に迎え、秘書の板垣と共に晋作の成長を見守って行く。
五代正吾
22歳の若さで巽本社の副社長に迎え入れられた天才青年。20歳でハーバード大学の全単位を修了し、1年で同大学ビジネスコースを首席で卒業。タツミアメリカの顧問に抜擢された後にアメリカ大統領選にてバッシュの圧勝のシナリオを描いた。晋作のライバルとして何度も激突する。
巽美保
巽貴明の娘。足が悪く車椅子での生活を送っている。上野駅前の階段で転げ落ちたところを晋作に助けられ、運命的な出会いを果たす。絵画が得意。貴明から五代との政略結婚を仕組まれるが、貴明との父子関係の過去を知り……。
細川
先代総裁・輝明の右腕と言われた老齢の男。現在、巽観光開発の唯一の赤字部門である都心の友愛動物園の園長で、株式を25%保有する。巽家で孤立する雪絵を理解し、最後まで見守った。
晋作の身体にある特徴的なあざを最初に見た人物であり、晋作が貴明の実の子である事を確信した。後に巽コンツェルンの社長に任命され、親子二代の右腕となる。
板垣
貴明の秘書。スキンヘッド。貴明の指示に従って動く。
巽輝明
巽コンツェルン先代総裁で、貴明の父。雪絵に辛く当たっていたが、その真意は貴明を立派な事業家として育てるためであり、時には非情な決断を下さなければならない立場になる事から、「あれ（＝貴明）のことを本当に想うなら、あれと別れてくれ！」と涙を流しながら土下座して懇願し、雪絵を離縁させたのが物語の全ての発端でもあった。
大山五郎
先代総裁の時代から大番頭として活躍し、相談役へと引退後も経団連総長として財界に大きな影響力を持つ。五代の後見人として美保との縁談を進める。
ダイアン、シンディ
五代がアメリカから連れてきた女性スタッフたち。ダイアンはMIT卒の情報処理専門家、シンディはエール大学卒の国際経済専門家。

### 伊能グループの人々
巽コンツェルンと鎬を削る巨大企業グループ。
伊能会長
伊能グループを日本一に育て上げた強運と才能の持ち主で、人材発掘の際に上野公園に出会った晋作の強運と魅力に惚れ込み、晋作に1億円を預ける。
伊能新子
伊能会長の孫娘。バイクを乗りこなす。留学時代に五代との因縁があった。祖父に紹介されて惚れてしまった晋作との恋を巡って、美保にライバル関係を宣言する。
社長
伊能会長の息子で、新子の父。会長からはあまり頼りにされておらず、自由奔放に人材探しに出かける会長を苦々しく思っている。

### 緒方商事
緒方晋作が上野の浮浪者仲間たちと立ち上げた会社。水産部「緒方水産」も設立。様々な分野で巽グループと商戦を競っていく。
軍曹
上野の浮浪者仲間。傷だらけの顔を持つ。軍帽を着用し、常に傍らで晋作を支える。
教授
上野の浮浪者仲間。実は元東大教授の白武で、生命化学の分野で名を馳せるも学会の権力争いに嫌気が差して野に下っていた。伊能化学の石川など各界に教え子が散らばっている。化学生産の面で晋作を大きく支える。
坂崎
当初は貴明の工作員として妨害のために潜り込んでいたが、荒海のマグロ船にて晋作に命を助けられ、杯を交わして仲間となる。

### 国内財界の人々
町嶋義介
通称「高輪の御大」。政財界と結びつき、日本中の暴力組織を動かす力を持つ老人。義侠心にあふれる人物で、ブラジルの移民政策を手掛けており、巽貴明のアマゾン開発権の行使を憂慮する。事務所を破壊された晋作に、ロシアンルーレットの賭けを挑まれる。
山倉卓三
通称「マムシの卓三」。秋葉原一帯にも展開する電化製品の大型量販店チェーンを率いる、したたかな関西商人。生前の雪絵への想いから、その子・晋作の商才を試す。
松下
年商800億の玩具メーカー「松下トーイ」の経営者にして、プロ野球球団「東京ドリームズ」オーナー。戦後の学生時代に鉄クズ商人の下積みから始め、倒産した父の玩具会社を再興した苦労人。業界2位のゲンダイ玩具の追い上げや欧州市場進出の失敗などに苦慮する。後に晋作の計らいでロッシュからの工場誘致を受け入れる。

### 世界の政財界
ロッシュ
「ECの金庫番」とも呼ばれるF共和国経財相。3年前の大統領狙撃事件で足を撃たれたが、大統領を救った晋作に国防軍准将の称号を与え懇意となる。
グエン
世界的に注目を集めた半導体設計理論を陰で完成させた、ベトナム人のスタンフォード大学教授。多くの同胞を救った晋作の下へ、超LSIの開発のために駆けつける。
チャカット
ベトナムから日本にやってきたボート難民だが、緒方商事の支援で勉学に励み、ニューヨークの電気店の副店長まで出世する。元ベトナム解放戦線中尉。
白人支配の国の大統領
アフリカ南部の一国を治める。核ミサイルを搭載した軍事衛星のために晋作の持つ最新型LSIの技術を獲得しようとし……。
アレクセイ・レイベジーフ
ソビエト連邦商工大臣。晋作から最新LSIの技術を受け取る見返りに、アメリカ政府の同意を得て緒方商事に永久凍土の小さな島を提供する。
ブラウン
米国FBI捜査官。南米サランビアの麻薬マフィア事件を調査するために五代の商船に乗り込むが……。
ドイツ首相
東西ドイツ統合直後の国内経済の疲弊に苦慮している最中、晋作・五代の双方からビジネスを持ちかけられる。
アガ・ハーン
石油経済に頼る中東の砂漠の国・イラビア国の国王。対日石油輸出をストップさせようとする。競馬が好きで、F共和国の競馬場にて晋作と出会う。
アントニオ・カショス
世界の闇の部分に君臨する、麻薬や武器や石油など何でも扱う「黒い実業家」「闇の商人」。何十という国の政府や裁判所を動かすほどの資金を保有し、バクダ共和国軍に対しても絶対命令権を持つほど。

### その他
緒方雪絵
巽貴明と恋仲になるも、入籍前に貴明と別れ、パリで晋作を出産する。バレリーナとして晋作と共にヨーロッパを放浪するも、本編開始の5年前にストックホルムで病死。貴明の下を去ったのは彼の父・輝明からの涙ながらの懇願によるもので、後継者として非情の決断を下さなければならない貴明の事情を汲んで、懇願を受け入れたからである。
中森今日子
今をときめくトップアイドル。突然目の前に1億円を積んできた晋作に平手打ちをするが……。